# Hirtshals Sogn
Hirtshals Sogn er et sogn i Hjørring Nordre Provsti (Aalborg Stift).
Hirtshals Kirke blev indviet i 1908. I 1963 blev Hirtshals Sogn udskilt fra Horne Sogn, som hørte til Vennebjerg Herred i Hjørring Amt. Horne-Asdal sognekommune skiftede i starten af 1960'erne navn til Hirtshals. Den blev ved kommunalreformen i 1970 kernen i storkommunen Hirtshals Kommune, som ved strukturreformen i 2007 indgik i Hjørring Kommune.
Foruden Hirtshals Kirke ligger Emmersbæk Kirke fra 1983 i sognet.
I sognet findes følgende autoriserede stednavne:
- Emmersbæk (bebyggelse)
- Hirtshals (bebyggelse)
- Hirtshals Havn (station)
- Lilleheden (station)
- Lilleheden Klitplantage (areal)
- Nejst (bebyggelse)
- Stenbjerg (bebyggelse)
- Terpet (bebyggelse)
- Ulvkær (bebyggelse)